# Cold Squad, brigade spéciale
Pour les articles homonymes, voir Brigade spéciale.
Cold Squad, brigade spéciale ou Brigade spéciale au Québec (Cold Squad) est une série télévisée canadienne en 98 épisodes de 42 minutes, créée par Julia Keatley, Matt MacLeod, Philip Keatley et diffusée entre le 23 janvier 1998 et le 4 juin 2005 sur le réseau CTV.
En France, la série a été diffusée à partir du 21 novembre 1999 sur France 3 et rediffusée sur TMC, RTL9 et NT1 ; au Québec, à partir du 28 août 2000 sur Séries+ ; et en Belgique sur AB3, AB4 et La Une.

## Synopsis
La série se concentre sur les enquêtes qui n'ont jamais été résolues et qui ont été classées depuis des années. Dans chaque épisode, une brigade spéciale se penche sur l'une de ces enquêtes qui peuvent dater aussi bien de cinq ans que de cinquante ans afin de la résoudre pour de bon.
Le protagoniste de l'équipe est le sergent Ali McCormick. Bien qu'elle ne soit pas officiellement à la tête de la brigade spéciale, son opinion est bien souvent la plus pertinente. Elle est aidée d'une équipe de professionnels très qualifiés, qui font aussi partie de ses meilleurs amis.

## Distribution
- Julie Stewart (en) (VF : Déborah Perret ; VQ : Christine Séguin) (VFB : Colette Sodoyez[1]) : le lieutenant Ali McCormick
- Garry Chalk (VQ : Raymond Bouchard) : l'inspecteur Andrew Pawlachuk
- Tamara Marie Watson : la détective Mickey Kollander
- Gregory Calpakis (VQ : Marc-André Bélanger) : le détective Nicco Sevallis
- Joely Collins (VQ : Charlotte Bernard) : Christine Wren
- Jay Brazeau (VF : Jo Doumerg ; VQ : Vincent Davy) : Sam Fisher
- Matthew Bennett (VQ : Michel M. Lapointe) : le détective Len Harper
- Stephen McHattie (VQ : Mario Desmarais) : le sergent Frank Coscarella
- Michael Hogan (VF : Patrick Floersheim) : l'inspecteur Tony Logozzo
- Joy Tanner (VF : Véronique Picciotto) : Jill Stone
- Hiro Kanagawa (VF : Mathias Casartelli) : le détective James Kai
- Paul Coeur (VF : Jean-Pierre Rigaux) : le sergent Lloyd Mastrowski
- Linda Ko (VF : Ivana Coppola) : Christine Liu
- Peter Wingfield (VF : Régis Lang) : l'inspecteur Simon Ross
- Jill Teed (VQ : Isabelle Miquelon) : Laura
- Bob Frazer (en) (VF : Guillaume Lebon) : le détective Eddie Carson
- Lori Triolo (VF : Dorothée Jemma) : la détective Jackie Cortez
- Richard Ian Cox : Manny Needlebaum
- Sonja Bennett (en) (VQ : Pascale Montreuil) : la détective Samantha Walters
- Paul Boretski (VF : Alain Courivaud) : le détective Nick Gallagher
- Sharon Alexander : Bernice Boyle
- Tahmoh Penikett (VQ : Antoine Durand) : Constable Ray Chase
- Allan Lysell : le détective Bill Overmyer
- Jerry Wasserman (VF : Marcel Guido) : l'inspecteur Vince Schneider
- Adrian Holmes (en) (VQ : François Godin) : Dr Ben Wilson
- Eli Gabay (en) (VF : Vincent Violette) : le détective Larry Iredell
- Chilton Crane (VQ : Maryse Gagné) : Wanda Harper
- Crystal Bublé : Billie
- Lisa Houle : Rachel Sherman
- Tamara Craig Thomas (VQ : Julie Burroughs) : Mickey Kollander

 Source et légende : version française (VF) sur RS Doublage
 Source et légende : version québécoise (VQ) sur Doublage.qc.ca (saisons 3 à 7)

## Épisodes

### Première saison (1998)
1. Christopher Williams
2. Janine Elston
3. Tess
4. Jane Klosky
5. Taggert Family
6. Salty Cheever
7. Rita Brice
8. Bob and May Lee
9. Michelle Dorn
10. Stephanie Jordan
11. Amanda Millerd

### Deuxième saison (1998-1999)
1. Jane Doe: Part 1
2. Jane Doe: Part 2
3. Stanley Caron
4. Merv Doucette
5. Marcey Bennett
6. Chantal LaMorande
7. Willy Santayana
8. Dwayne Douglas Smith
9. Edmund Kritch
10. Marilyn Larson
11. The Kowalchuck Boy
12. Douglas Somerset
13. Bobby Johnson
14. Gavin MacInnis
15. Nancy Seniuk

### Troisième saison (1999-2000)
1. Jeux mortels 1re partie (Deadly Games: Part 1)
2. Jeux mortels 2e partie (Deadly Games: Part 2)
3. Reconnaissance en partie (First Deadly Sin)
4. Meurtre rituel (The Naked and the Dead)
5. Lui ou moi (Deadbeat Walking)
6. Justice pour la victime (Death, Lies and Videotape)
7. La leçon de conduite (Death, a Love Story)
8. Paris internet (Pretty Fly for a Dead Guy)
9. Autoroute numéro 1 (Dead End)
10. Harcèlement (Life after Death)
11. La famille d'accueil (The Good, the Bad and the Dead)
12. L'allée sanglante 1re partie (Death by Intent: Part 1)
13. L'allée sanglante 2e partie (Death by Intent: Part 2)

### Quatrième saison (2000-2001)
1. Une bonne mort (A Good Death)
2. Une révélation (Common Knowledge)
3. Le parc à cadavres (Murder Farm)
4. 7 jours sur 7 (24/7)
5. La Loyauté (Loyalties)
6. Les Chaînes du travail (Slave to the Job)
7. La Confiance (Trust)
8. La Cause première (Court Appeal)
9. En appel (Root Cause)
10. Mon prétendu décès (My So Called Death)
11. L'Excédent [1] (Loose Ends (1))
12. L'Excédent [2] (Loose Ends (2))
13. Soldats morts (Dead Soldiers)
14. Échec et Mat (Check Mate)
15. La Boîte (The Box)
16. Prédateurs (Predators)
17. L'Indestructible Iwa Gudang (The Unsinkable Iwa Gudang)
18. Confidences à Vancouver (Vancouver Confidential)
19. Habeas Corpus (Habeas Corpus)
20. La Foi (Faith)

### Cinquième saison (2001-2002)
1. Politiques personnelles / Crise de conscience (Personal Politics)
2. Les Liens familiaux / Liens de famille (Family Ties)
3. Les Erreurs de Picasso / Un tueur peut en cacher un autre (Picasso's Mistake)
4. Propre / Laurie (Clean)
5. La Famille / Une sombre histoire de famille (All in the Family)
6. Celui qu'on a laissé aller / Dépasser les limites (The One That Got Away)
7. La Gardienne d'enfant / La Baby-sitter (The Nanny)
8. Les Bas-fonds / La Machination (Bottom Feeders)
9. Une aiguille et une débutante / La Seringue et le pinceau (The Needle and the Debutante)
10. Lettres mortes (Dead Letters)
11. C'est assez / Trop c'est trop (Enough's Enough)
12. Ambleton (Ambleton)

### Sixième saison (2002-2003)
1. Carriériste / Un crime sordide (Career Opportunists)
2. Horton a tué Wu / Harper et Billie (Horton Killed a Wu)
3. Ils vécurent heureux / Sans l'ombre d'un doute (Happily Ever After)
4. À toute allure (Live Fast Die Young)
5. Infidèle (Unfaithful)
6. Allumeurs (Flamers)
7. Autrefois (Back in the Day)
8. Survivre (Survivor)
9. Tuez-moi deux fois (Kill Me Twice)
10. Bob, Carol, Len et Ali (Bob & Carol & Len & Ali)
11. Il est temps de tuer (Killing Time)
12. Les Vrais Croyants (1/2) (True Believers: Part 1)
13. Les Vrais Croyants (2/2) (True Believers: Part 2)

### Septième saison (2004-2005)
1. Incomparable (No Life Like It)
2. Des voix en eaux troubles (Voices Over Water)
3. Star adolescente (Teen Angel)
4. Le Roi de la basse cour (Cock of the Walk)
5. Les Fainéants (Deadbeat)
6. De plein droit (Righteous)
7. Une copine dans le placard (Girlfriend in a Closet)
8. Un mauvais exemple (Mr. Bad Example)
9. Courbe d'apprentissage (Learning Curve)
10. La Taupe (Borders)
11. Un bon client (C'mon I Tip Waitresses)
12. La Frange (The Filth)
13. Et la furie (And the Fury)